# Hypnoidus nivalis
Hypnoidus nivalis là một loài bọ cánh cứng trong họ Elateridae. Loài này được Fairmaire & Germain miêu tả khoa học năm 1860.